# Thomas Sanchou

a Compétitions nationales et continentales officielles uniquement.

Dernière mise à jour le 4 octobre 2011.
Thomas Sanchou, né le 23 novembre 1981 à Pau (Pyrénées-Atlantiques), est un joueur français de rugby à XV qui évolue au poste de centre (ou de demi de mêlée) au sein de l'effectif du CA Brive de 2013 à 2015.

## Biographie
Thomas Sanchou a grandi à Laruns, petite ville de la vallée d'Ossau. Il commence le rugby très tôt, sous l'influence de son père, pilier à l’Étoile sportive arudyenne, puis à l'Olympique ossalois à Laruns.  
En cadet, Thomas Sanchou joue à Etoile sportive arudienne, où une génération remarquable de joueurs est entrainée par Jean-Bernard Cabannes, évolue en championnat fédéral Alamercery et compta trois professionnels en devenir : Thomas Sanchou, Antoine Vignau-Tuquet et Peio Som, alors que d'autres comme Laurent Capdevielle frôleront une carrière professionnelle. 
Puissant et très polyvalent, il obtient alors ses premières sélections dans les catégories de jeunes. Il part l'année suivante à la Section paloise, club phare du Béarn à l'époque.  
Il rejoint en 2008 le Castres olympique, avec lequel il devient champion de France en 2012-2013  et ramène le Bouclier de Brennus au stade Jean Pierre-Antoine.
En fin de contrat et blessé à la fin de la saison 2014-2015, Thomas Sanchou décide de mettre fin à sa carrière professionnelle etrejoint son club d'origine l'Olympique ossalois Laruns rugby où il devient champion du Béarn Honneur, doublé d'une accession en fédérale 3 pour la première fois dans l'histoire du club.

## Carrière
- 1997-2002 : Section paloise
- 2002-2008 : SC Albi
- 2008-2013 : Castres olympique
- 2013-2015 : CA Brive[3].
- 2015 : OO Laruns

## Palmarès
- Championnat de France de Top 14 :
  - Champion (1) : 2013
  - 1/2 finale (1) : 2012